# Saurita lasiphlebia
Saurita lasiphlebia är en fjärilsart som beskrevs av Paul Dognin 1906. Saurita lasiphlebia ingår i släktet Saurita och familjen björnspinnare. Inga underarter finns listade.